# Pływanie na Letnich Igrzyskach Olimpijskich 2004 – 100 m stylem klasycznym mężczyzn
100 m stylem klasycznym mężczyzn – jedna z konkurencji pływackich, które odbyły się podczas XXVIII Igrzysk Olimpijskich. Eliminacje i półfinał miały miejsce 14 sierpnia, a finał 15 sierpnia. 
Mistrzem olimpijskim został Japończyk Kōsuke Kitajima, który w finale uzyskał czas 1:00,08. Srebrny medal zdobył z czasem 1:00,25 Brendan Hansen ze Stanów Zjednoczonych. Brąz wywalczył reprezentant Francji Hugues Duboscq (1:00,88).
Wcześniej, w eliminacjach Kitajima ustanowił nowy rekord olimpijski (1:00,03). W pierwszym półfinale poprawił go Amerykanin Hansen, który uzyskał czas 0,02 s lepszy (1:00,01).

## Terminarz
Wszystkie godziny podane są w czasie greckim (UTC+03:00) oraz polskim (CEST).
| Data             | Godzina rozpoczęcia | Godzina rozpoczęcia |            |
| Data             | UTC+03:00           | CEST                |            |
| ---------------- | ------------------- | ------------------- | ---------- |
| 14 sierpnia 2004 | 11:57               | 10:57               | Eliminacje |
| 14 sierpnia 2004 | 20:32               | 19:32               | Półfinały  |
| 15 sierpnia 2004 | 20:04               | 19:04               | Finał      |

## Rekordy
Przed zawodami rekord świata i rekord olimpijski wyglądały następująco:
| Rekord            | Zawodnik            | Czas    | Miejsce    | Data             |
| ----------------- | ------------------- | ------- | ---------- | ---------------- |
| Rekord świata     | Brendan Hansen      | 59,30   | Long Beach | 8 lipca 2004     |
| Rekord olimpijski | Domenico Fioravanti | 1:00,46 | Sydney     | 17 września 2000 |

W trakcie zawodów ustanowiono następujące rekordy:
| Data        | Etap konkurencji | Zawodnik        | Czas    | Rekord |
| ----------- | ---------------- | --------------- | ------- | ------ |
| 14 sierpnia | eliminacje       | Kōsuke Kitajima | 1:00,03 | OR     |
| 14 sierpnia | półfinał 1       | Brendan Hansen  | 1:00,01 | OR     |

## Wyniki

### Eliminacje
| Miejsce | Wyścig | Tor | Zawodnik               | Państwo             | Czas      | Uwagi |
| ------- | ------ | --- | ---------------------- | ------------------- | --------- | ----- |
| 1.      | 7      | 4   | Kōsuke Kitajima        | Japonia             | 1:00,03   | Q,    |
| 2.      | 8      | 4   | Brendan Hansen         | Stany Zjednoczone   | 1:00,25   | Q     |
| 3.      | 6      | 5   | Mark Gangloff          | Stany Zjednoczone   | 1:00,81   | Q     |
| 4.      | 6      | 4   | Darren Mew             | Wielka Brytania     | 1:00,89   | Q     |
| 5.      | 7      | 3   | James Gibson           | Wielka Brytania     | 1:00,99   | Q     |
| 6.      | 7      | 5   | Hugues Duboscq         | Francja             | 1:01,15   | Q     |
| 7.      | 6      | 1   | Vladislav Polyakov     | Kazachstan          | 1:01,16   | Q     |
| 8.      | 8      | 7   | Jens Kruppa            | Niemcy              | 1:01,19   | Q     |
| 9.      | 8      | 3   | Ołeh Lisohor           | Ukraina             | 1:01,21   | Q     |
| 10.     | 6      | 3   | Roman Słudnow          | Rosja               | 1:01,65   | Q     |
| 11.     | 8      | 1   | Eduardo Fischer        | Brazylia            | 1:01,84   | Q     |
| 12.     | 6      | 6   | Richárd Bodor          | Węgry               | 1:01,91   | Q     |
| 13.     | 7      | 7   | Jarno Pihlava          | Finlandia           | 1:01,99   | Q     |
| 14.     | 7      | 6   | Thijs van Valkengoed   | Holandia            | 1:02,03   | Q     |
| 15.     | 6      | 2   | Dmitrij Komornikow     | Rosja               | 1:02,05   | Q     |
| 16.     | 7      | 1   | René Kolonko           | Niemcy              | 1:02,09   | Q     |
| 17.     | 7      | 2   | Emil Tahirovic         | Słowenia            | 1:02,12   |       |
| 18.     | 8      | 5   | Morgan Knabe           | Kanada              | 1:02,13   |       |
| 19.     | 8      | 6   | Scott Dickens          | Kanada              | 1:02,16   |       |
| 19.     | 8      | 2   | Jim Piper              | Australia           | 1:02,16   |       |
| 21.     | 8      | 8   | Alexander Dale Oen     | Norwegia            | 1:02,25   |       |
| 22.     | 6      | 7   | Martin Gustavsson      | Szwecja             | 1:02,53   |       |
| 23.     | 4      | 4   | Jakob Johann Sveinsson | Islandia            | 1:02,97   |       |
| 24.     | 5      | 6   | Terence Parkin         | Południowa Afryka   | 1:03,05   |       |
| 25.     | 5      | 2   | Maxim Podoprigora      | Austria             | 1:03,08   |       |
| 26.     | 7      | 8   | Vanja Rogulj           | Chorwacja           | 1:03,16   |       |
| 27.     | 5      | 1   | Alwin de Prins         | Luksemburg          | 1:03,32   |       |
| 28.     | 5      | 3   | Daniel Málek           | Czechy              | 1:03,35   |       |
| 29.     | 5      | 8   | Mladen Tepavcevic      | Serbia i Czarnogóra | 1:03,52   |       |
| 30.     | 6      | 8   | Wang Haibo             | Chiny               | 1:03,54   |       |
| 31.     | 3      | 4   | You Seung-hun          | Korea Południowa    | 1:03,56   |       |
| 32.     | 5      | 7   | Sofiane Daid           | Algieria            | 1:03,63   |       |
| 33.     | 5      | 5   | José Couto             | Portugalia          | 1:03,72   |       |
| 34.     | 5      | 4   | Remo Lütolf            | Szwajcaria          | 1:03,82   |       |
| 35.     | 3      | 6   | Chen Cho-yi            | Chińskie Tajpej     | 1:03,94   |       |
| 36.     | 3      | 5   | Ben Labowitch          | Nowa Zelandia       | 1:03,99   |       |
| 36.     | 4      | 7   | Arsenio López          | Portoryko           | 1:03,99   |       |
| 38.     | 3      | 7   | Aurimas Valaitis       | Litwa               | 1:04,11   |       |
| 39.     | 4      | 1   | Christos Papadopoulos  | Grecja              | 1:04,43   |       |
| 40.     | 4      | 3   | Malick Fall            | Senegal             | 1:04,50   |       |
| 41.     | 4      | 2   | Bradley Ally           | Barbados            | 1:04,71   |       |
| 42.     | 4      | 8   | Wickus Nienaber        | Suazi               | 1:04,74   |       |
| 43.     | 4      | 6   | Cristian Mauro Soldano | Argentyna           | 1:05,05   |       |
| 44.     | 2      | 4   | Tam Chi Kin            | Hongkong            | 1:05,11   |       |
| 45.     | 3      | 2   | Alvaro Fortuny         | Gwatemala           | 1:05,41   |       |
| 46.     | 3      | 1   | Kyriakos Dimosthenous  | Cypr                | 1:05,54   |       |
| 47.     | 2      | 7   | Ahmed Al-Kudmani       | Arabia Saudyjska    | 1:05,65   |       |
| 47.     | 2      | 1   | Andrei Capitanciuc     | Mołdawia            | 1:05,65   |       |
| 49.     | 3      | 3   | Aleksander Baldin      | Estonia             | 1:06,04   |       |
| 50.     | 2      | 6   | Raphael Matthew Chua   | Filipiny            | 1:06,37   |       |
| 51.     | 2      | 2   | Pāvels Murāns          | Łotwa               | 1:06,45   |       |
| 52.     | 3      | 8   | Nguyễn Hữu Việt        | Wietnam             | 1:06,70   |       |
| 53.     | 1      | 5   | Eric Williams          | Nigeria             | 1:07,69   |       |
| 54.     | 2      | 8   | Jean Luc Razakarivony  | Madagaskar          | 1:07,74   |       |
| 55.     | 2      | 5   | Yevgeny Petrashov      | Kirgistan           | 1:07,78   |       |
| 56.     | 2      | 3   | Oleg Sidorov           | Uzbekistan          | 1:08,30   |       |
| 57.     | 1      | 4   | Chisela Kanchela       | Zambia              | 1:09,95   |       |
| 58.     | 1      | 3   | Amar Shah              | Kenia               | 1:10,17   |       |
| 59.     | 1      | 6   | Alice Shrestha         | Nepal               | 1:12,25   |       |
| 60. !   | 4      | 5   | Ratapong Sirisanont    | Tajlandia           | 9:99,99 ! | DSQ   |

### Półfinały

#### Półfinał 1
| Miejsce | Tor | Zawodnik             | Państwo           | Czas    | Uwagi |
| ------- | --- | -------------------- | ----------------- | ------- | ----- |
| 1.      | 4   | Brendan Hansen       | Stany Zjednoczone | 1:00,01 | Q,    |
| 2.      | 5   | Darren Mew           | Wielka Brytania   | 1:00,83 | Q     |
| 3.      | 3   | Hugues Duboscq       | Francja           | 1:01,17 | Q     |
| 4.      | 2   | Roman Słudnow        | Rosja             | 1:01,54 |       |
| 5.      | 6   | Jens Kruppa          | Niemcy            | 1:01,68 |       |
| 6.      | 8   | René Kolonko         | Niemcy            | 1:01,82 |       |
| 7.      | 7   | Richárd Bodor        | Węgry             | 1:01,88 |       |
| 8.      | 1   | Thijs van Valkengoed | Holandia          | 1:02,36 |       |

#### Półfinał 2
| Miejsce | Tor | Zawodnik           | Państwo           | Czas    | Uwagi |
| ------- | --- | ------------------ | ----------------- | ------- | ----- |
| 1.      | 4   | Kōsuke Kitajima    | Japonia           | 1:00,27 | Q     |
| 2.      | 3   | James Gibson       | Wielka Brytania   | 1:01,07 | Q     |
| 2.      | 2   | Ołeh Lisohor       | Ukraina           | 1:01,07 | Q     |
| 2.      | 5   | Mark Gangloff      | Stany Zjednoczone | 1:01,07 | Q     |
| 5.      | 3   | Vladislav Polyakov | Kazachstan        | 1:01,36 | Q     |
| 6.      | 8   | Dmitrij Komornikow | Rosja             | 1:01,83 |       |
| 7.      | 1   | Jarno Pihlava      | Finlandia         | 1:01,86 |       |
| 8.      | 7   | Eduardo Fischer    | Brazylia          | 1:02,07 |       |

### Finał
| Miejsce | Tor | Zawodnik           | Państwo           | Czas    | Uwagi |
| ------- | --- | ------------------ | ----------------- | ------- | ----- |
| 1. !    | 5   | Kōsuke Kitajima    | Japonia           | 1:00,08 |       |
| 2. !    | 4   | Brendan Hansen     | Stany Zjednoczone | 1:00,25 |       |
| 3. !    | 1   | Hugues Duboscq     | Francja           | 1:00,88 |       |
| 4.      | 6   | Mark Gangloff      | Stany Zjednoczone | 1:01,17 |       |
| 5.      | 8   | Vladislav Polyakov | Kazachstan        | 1:01,34 |       |
| 6.      | 7   | James Gibson       | Wielka Brytania   | 1:01,36 |       |
| 7.      | 3   | Darren Mew         | Wielka Brytania   | 1:01,66 |       |
| 8.      | 2   | Ołeh Lisohor       | Ukraina           | 1:02,42 |       |